# 7 Up

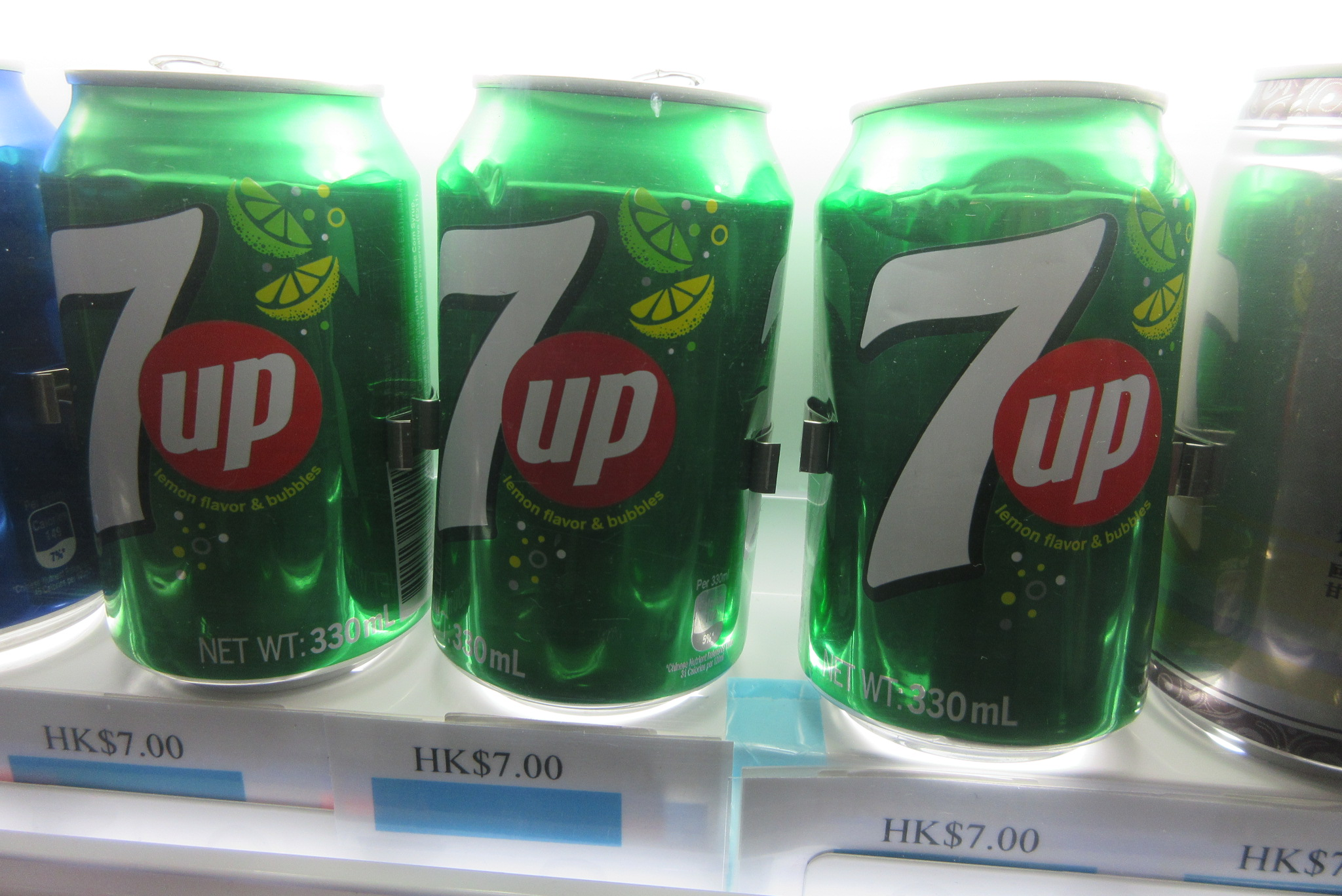
Burkar med 7 Up lemon flavor & bubbles i Hongkong.

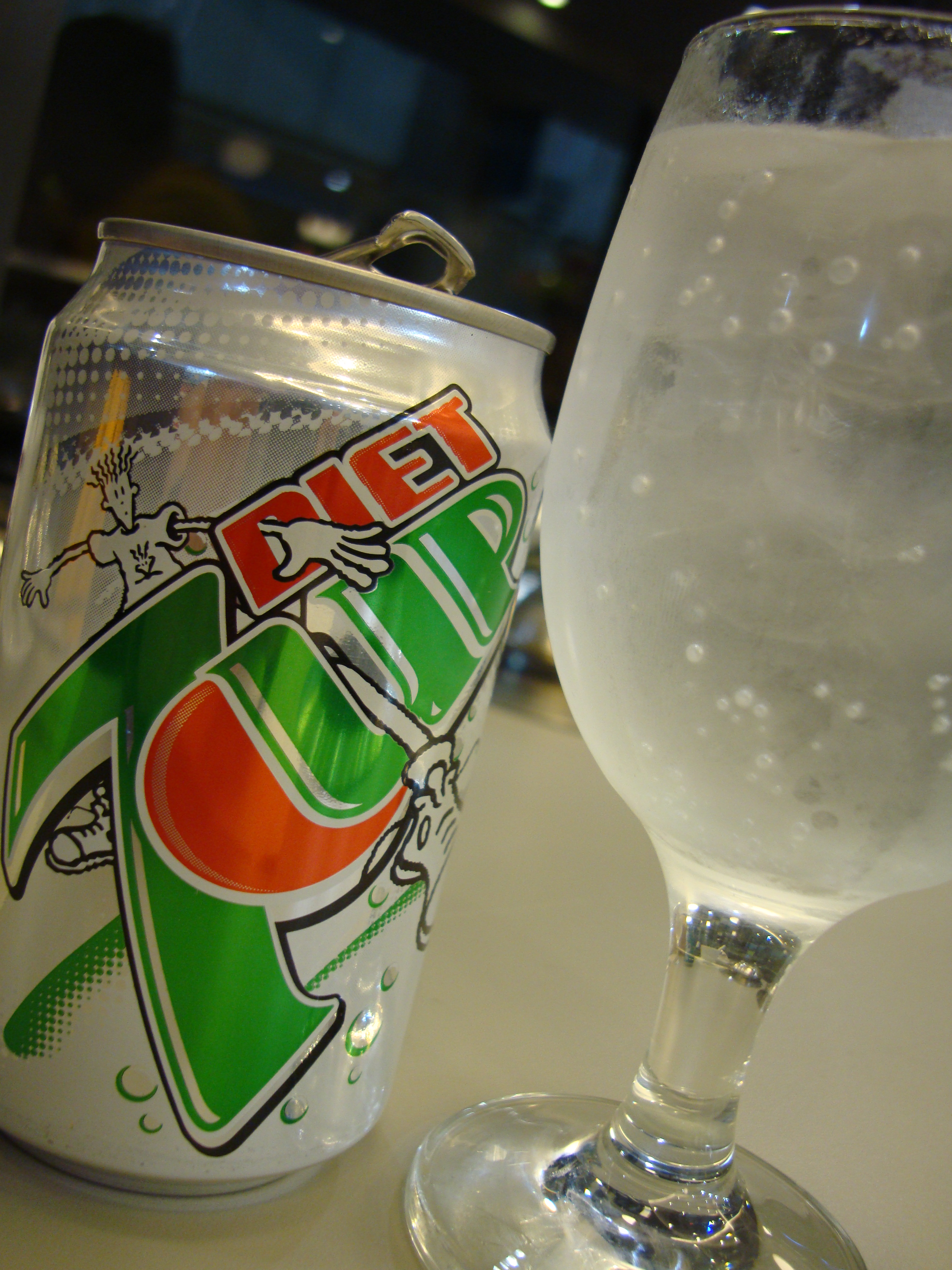
Diet 7 Up, burk och i ett glas.

7 Up är en läskedryck med smak av citron och lime. I Sverige tillverkas den av Carlsberg under licens från Pepsico. Finns även med smak av körsbär och olika lågkalorivarianter som säljs i vissa länder. Andra lokala eller tillfälliga smaker förekommer också.

## Historia
7 Up skapades av Charles Leiper Grigg, som höll på i mer än två år innan han hade en produkt som svarade mot hans mål: uppfriskande och törstsläckande. När läskedrycken lanserades hösten 1929kallades den först Bib-Label Lithiated Lemon-Lime Soda, (och innehöll litiumcitrat t.o.m. 1948), men kort därefter döptes den om till 7 Up. Vid tiden för lanseringen fanns det mer än 600 citron-limedrycker på marknaden. I slutet av 1940-talet var 7 Up den tredje bäst säljande läskedrycken i hela världen.

## Ingredienser
Kolsyrat vatten, socker, syra (citronsyra, äppelsyra), naturlig citron- och limearom med andra naturliga aromer, surhetsreglerande medel (natriumcitrat), sötningsmedel (steviolglykosider).